# Rafał Kalinowski
Rafał Kalinowski, OCD, vlastním jménem Józef Kalinowski (1. září 1835, Vilnius – 15. listopadu 1907, Wadowice) byl polský římskokatolický kněz a řeholník Řádu bosých karmelitánů. Katolická církev jej uctívá jako světce.

## Život

### Raný život a studium
Narodil se dne 1. září 1835 ve Vilniusu do šlechtické rodiny. Pokřtěn byl následujícího 9. září v místním farním kostele sv. Jana. Byl synem středoškolského učitele Andrzeje Kalinowského (1805–1878) a Józefy rozené Połońské. Jeho matka zemřela několik dní po jeho narození, načež se jeho otec oženil s její sestrou Viktorií, která se poté starala o jeho výchovu. Zemřela  však po několika letech manželství a poté se Andrzej Kalinowski potřetí oženil se Zofií rozenou Puttkammerovou, dcerou Maryly Wereszczakówny. Měl jednoho bratra a několik nevlastních sourozenců. Jej a jeho sourozence vychovávala příbuzná Połońských, Klementyna Szaniawska. Po Napoleonově ruském tažení byl značný majetek jeho rodiny zkonfiskován.
V letech 1843–1850 studoval na Šlechtickém institutu ve Vilniusu, kde učil jeho otec, který byl v letech 1852–1857 ředitelem této instituce. Byl zde jedním z nejlepších studentů. Od roku 1850 studoval na Agronomickém institutu v Horce nedaleko Oršě. Znalosti které tam získal mu měly umožnit spravovat rodinný majetek. V roce 1852 se souhlasem svého otce opustil své studium, jelikož zemědělství, na které zde byl kladen důraz, jej příliš nenadchlo. Počátkem roku 1853 odcestoval do Petrohradu, kde po půlroce příprav zahájil studium na Mykolaivské inženýrské škole, kde převažovaly vojenské předměty. Během studia prožíval duchovní krizi a mše svaté navštěvoval jen příležitostně. I přes některé těžkosti roku 1855 promoval s titulem „mimořádně vynikající“, získal profesní titul a hodnost inženýrského kadeta, načež pokračoval ve studiu na Akademii vojenského inženýrství. 4. července 1856 byl povýšen na poručíka a převelen do praktického oddělení akademie. Dne 23. června 1857 se stal odborným asistentem matematiky na téže akademii.

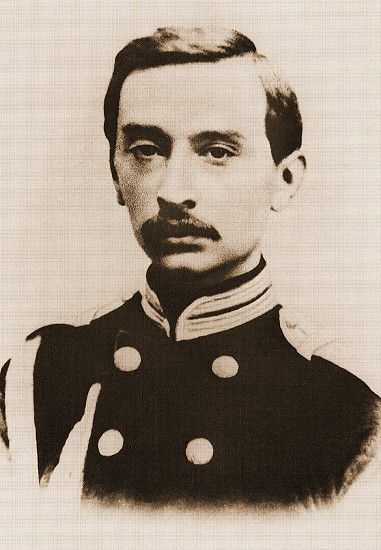
Józef Kalinowski jako důstojník Carské armády

Dne 14. dubna 1859 opustil práci na akademii, načež si našel práci v soukromé železniční stavební firmě jako sekční technik. Mezi jeho úkoly patřil orografický výzkum a hledání nejvhodnějších míst pro vyznačení železniční tratě Oděsa–Kursk. Koncem roku 1859 se vrátil do Petrohradu a na jaře roku 1860 v kanceláři Železniční společnosti zpracoval shromážděná data, ale brzy byla výstavba železniční tratě pozastavena. Poté byl přidělen k ženijnímu velitelství v pevnosti Brest, kde zůstal dva roky. Mezi jeho povinnosti patřilo rozšiřování opevnění a stavba pomocných budov, jako například skladů střelného prachu. Také zde otevřel nedělní školu pro mládež. Období volna trávil s rodinou.

### Povstání
Když v letech 1861–1862 zachvátila polské země vlna vlasteneckých a náboženských demonstrací, původně se od nich distancoval. Pobýval v Brestu když vypuklo lednové povstání a jen náhodou se jako důstojník carské armády nemusel účastnit ozbrojeného boje proti svým krajanům, kteří se povstání účastnili. Dne 17. května 1863 rezignoval na svoji pozici v armádě. Během svého pobytu ve Varšavě poskytl povstaleckým orgánům plány ruských pevností a od Józefa Gałęzowského obdržel nabídku, aby se ujal výkonné funkce v litevských povstaleckých orgánech, kterou přijal, ačkoli se plně neztotožňoval s jejich činností. Za tímto účelem koncem května odjel do Vilniusu, kde svůj úřad převzal. Zároveň začal pracovat jako učitel na střední škole, kde vyučoval zeměměřictví.
Dne 15. srpna 1863, splňujíc slib daný své čtrnáctileté sestře, přijal poprvé po 9 letech svátost pokání. Od té doby denně navštěvoval mši svatou, každý týden chodil ke zpovědi a začal se zajímat o teologii. V noci z 24. na 25. března 1864 byl zatčen v bytě svých rodičů. Stalo se tak, neboť jeden z Poláků zapojených do povstaleckých úřadů prozradil informace o něm v ruském vězení spolupracovníkovi šéfa povstaleckých úřadů v Litvě, který byl ve službách Rusů. Zpočátku účast na lednovém povstání popíral, ale v obavě, že by to zintenzivnilo vyšetřování v jeho nejbližším okolí a přineslo by to vážné následky jeho společníkům, se rozhodl se přiznat a vzít na sebe co největší vinu, a tak 9. dubna 1864 podal výpověď, ale uvedl jména pouze těch, kteří již byli zatčeni nebo opustili Litvu. 28. května byl postaven před vojenský soud a přiznal se, ale poukázal na polehčující okolnost, že se již v prosinci roku 1863 snažil omezit povstalecké aktivity. Dne 2. června 1864 byl vynesen rozsudek smrti, ale díky úsilí a konexím rodiny byl přezkoumán a 2. července téhož roku mu byl uložen trest 10 let nucených prací spolu se zbavením šlechtického titulu a státních výsad.

### Vyhnanství
11. července 1864 opustil Vilnius a na jaře roku 1865 dorazil do Irkutsku, kdy jeho cesta do exilu vedla přes Petrohrad, Moskvu, Nižnij Novgorod, Kazaň, Perm, Tobolsk, Tomsk a Krasnojarsk. Z Irkutsku byl poslán do Usolu, kde byl spolu s dalšími vyhnanci nucen těžce pracovat v solném závodě a na zeleninové farmě. Práce vyžadující velkou fyzickou sílu spočívala v těžbě nerostných ložisek z kotlů, ve kterých krystalizovala sůl. Žil v kasárnách a musel nosit okovy, kdykoli opouštěl ostrov. Působil jako soudce v samosprávě exilové komunity, která se rozrůstala a čítala několik stovek lidí. Během exilu stále více uvažoval o vstupu do zasvěceného života. Vedl asketický život, neustále co nejvíce prohluboval své náboženské znalosti a jeho náboženská horlivost také rostla. Ve volném čase učil děti exulantů katechezi a přírodní vědy. Sbíral a četl knihy o teologii.
Po vyhlášení amnestie z 25. května byl 17. července 1868 byl propuštěn z nucených prací, ale musel zůstat v exilu a usadit se v Irkutské gubernii. K pobytu si vybral Irkutsk, neboť se zde nacházel polský kostel, a 10. srpna téhož roku tam dorazil. Pracoval zde jako učitel a vychovatel a přátelil se s dalšími polskými vyhnanci. Stále více se mu stýskalo po své vlasti. Úsilí, které on a jeho rodina vynaložili, zpočátku nepřineslo žádné výsledky, ale nakonec dostal povolení odcestovat z oblasti, což učinil 24. srpna 1872. Usadil se poté v Permu, kde také vykovával práci učitele. V červenci roku 1873 dostal povolení k několikatýdenní (později prodloužené na dva měsíce) návštěvě rodné Litvy. Navštívil zde svoji rodinu, kterou mnoho let neviděl. Po skončení povolení zůstal ve Smolensku. Dne 2. února 1874 obdržel dekret, kterým byl propuštěn z exilu, ale nedal mu právo žít v rodné Litvě, ale pouze v Polském království. Odcestoval do Varšavy a od dubna do září žil se svým nevlastním bratrem Gabrielem.

### Soukromý učitel
Přijal nabídku do Wladyslawa Czartoryského, aby vyučoval a vychovával jeho syna Augusta. Koncem října roku 1874 se s rodinou Czartoryského vydal na cestu po Evropě, kdy s nimi navštívil Paříž, Vídeň, Štrasburk, Janov, Milán a Benátky. Mladého Augusta učil matematiku, fyziku, zeměpis, polskou literaturu a křesťanskou filosofii. Také mu četl životopisy svatých a vychovával jej ve víře. Poté, co v únoru roku 1875 onemocněl jeho svěřenec tuberkulózou, se s rodinou Czartoryského přestěhoval do Mentonu u Středozemního moře, kde bylo příznivější klima. I přesto, že jej rodina přijala téměř za svého člena, život v aristokratické společnosti mu nevyhovoval, pročež se rozhodl odejít zpět do Polska a vstoupit do zasvěceného života, po čemž delší dobu toužil.

### Zasvěcený život
Původně zvažoval o vstup do kapucínského řádu, ale po dlouhém zvažování se rozhodl pro Řád bosých karmelitánů. Dne 5. července 1877 se přestěhoval do karmelitánského kláštera ve Štýrském Hradci. 26. listopadu téhož roku zahájil v řádu svůj noviciát. Přijal řeholní jméno Rafał od svatého Josefa. Dne 26. listopadu 1878 složil své první řeholní sliby a poté absolvoval tříletá teologická a filozofická studia na klášterní koleji v Györu. V roce 1880 byl propuštěn z poddanství ruského cara a stal se haličským občanem. Dne 27. listopadu 1881 složil své věčné řeholní sliby do rukou generálního představeného Řádu bosých karmelitánů a o den později odcestoval do kláštera v Czerné u Krakova. Dne 6. ledna 1882 přijal od krakovského biskupa Albina Dunajewského podjáhenské svěcení, o dva dny později jáhenské svěcení a o devět dní později kněžské svěcení.
Několik měsíců po svém vysvěcení byl zvolen třetím poradcem priora kláštera v Czerné a poté generálním definitoriem. Sloužil také jako duchovní vůdce členů III. karmelitánského řádu. Dne 29. listopadu 1882 byl, přestože neměl požadované zkušenosti, zvolen převorem svého kláštera v Czerné, tehdy jediného karmelitánského kláštera v Polsku. Funkci zastával do 15. srpna 1884, kdy byl jmenován vizitátorem karmelitánského kláštera v Krakově. Od roku 1885 byl zpovědníkem karmelitánských sester v témže městě. V dubnu roku 1885 ho generální kapitula řádu v Linci zvolila čtvrtým definitorem rakousko-uherské provincie, v roce 1897 se stal třetím definitorem a v roce 1903 druhým. Roku 1888 se opět stal převorem karmelitánského kláštera v Czerné, načež zde zahájil úsilí o renovaci klášterních budov. Převorem zde byl do roku 1891 a poté znovu v letech 1894–1897.
Aby se jeho řád v Polsku rozrostl, inicioval zřízení nového kláštera ve Wadowicích, kterého se stal převorem poprvé v roce 1892. Funkci převora zde zastával do roku 1894 a poté znovu v letech 1897–1898 a 1906–1907. V roce 1899 se stal provinciálním vikářem a vizitátorem všech klášterů bosých karmelitánů v Haliči. V roce 1900 byl zvolen delegátem provinční kapituly v Linci, ale kvůli nemoci se nemohl zúčastnit. V roce 1903 začal psát svoji autobiografii, pokrývající jeho světský život v letech 1835–1877. Přeložil také mnoho náboženských děl z francouzštiny do polštiny. Neměl talent pro kázání (chyběly mu zuby, byl stydlivý a koktal), ale byl ceněným zpovědníkem s mimořádnou intuicí, snažil se ve svých kajícnících vzbudit lítost a někdy zpovídal i tucet hodin. Sám chodil několikrát týdně ke zpovědi a téměř každý den se modlil křížovou cestu.

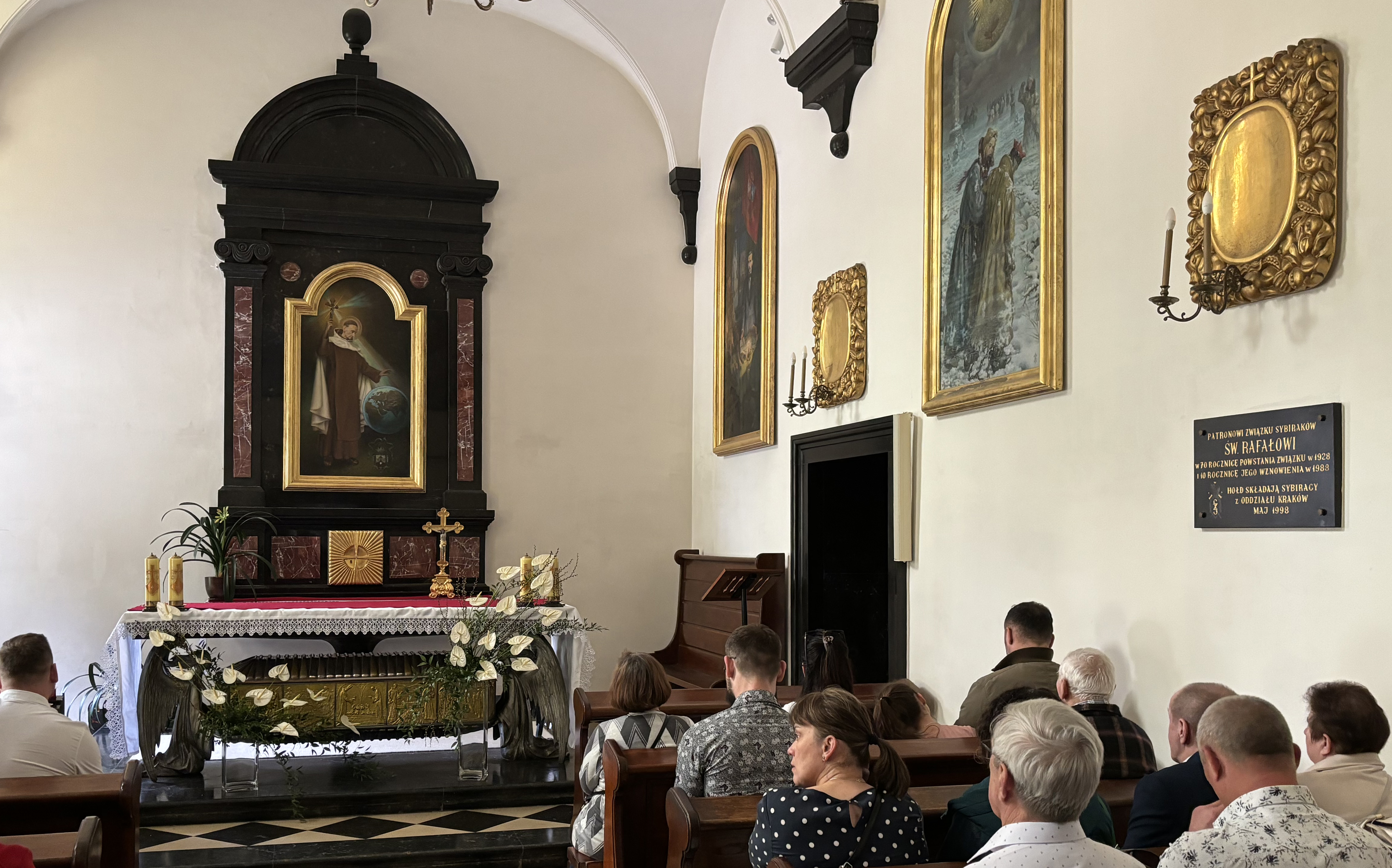
Hrobka sv. Rafała Kalinowského v kapli kláštera v Czerné

### Smrt
Poslední roky trpěl chatrným zdravím a pravděpodobně tuberkulózou. Zemřel 15. listopadu 1907 v 8 hodin ráno v karmelitánském klášteře ve Wadowicích. Byl pohřben na hřbitově kláštera v Czerné. V roce 1937 byly jeho ostatky přeneseny do kaple sv. Jana od Kříže při témže klášteře.

## Úcta
Jeho beatifikační proces započal dne 2. března 1952, čímž obdržel titul služebník Boží. Dne 11. října 1980 jej papež sv. Jan Pavel II. podepsáním dekretu o jeho hrdinských ctnostech prohlásil za ctihodného. Dne 13. ledna 1983 byl uznán první zázrak na jeho přímluvu, potřebný pro jeho blahořečení.
Blahořečen pak byl dne 22. června 1983 v Krakově papežem sv. Janem Pavlem II. během jeho návštěvy Polska. Dne 10. července 1990 byl uznán druhý zázrak na jeho přímluvu, potřebný pro jeho svatořečení. Svatořečen byl dne 17. listopadu 1991 v bazilice sv. Petra papežem sv. Janem Pavlem II.
Jeho památka je připomínána 19. listopadu. Bývá zobrazován v řeholním oděvu.